# Muzhuo Zhen
Muzhuo Zhen (kinesiska: 木卓, 木卓镇) är en köping i Kina. Den ligger i provinsen Yunnan, i den sydvästra delen av landet, omkring 360 kilometer nordost om provinshuvudstaden Kunming.
Genomsnittlig årsnederbörd är 1 132 millimeter. Den regnigaste månaden är juli, med i genomsnitt 239 mm nederbörd, och den torraste är december, med 14 mm nederbörd.